# Elisabeth Rikissa av Polen
Elisabeth Rikissa av Polen, född 1 september 1286 i Posen, död 19 oktober 1335 i Brünn, var drottning av Polen och Böhmen, och enda överlevande barn till kung Przemyslaw II av Polen och hans andra hustru Rikissa Valdemarsdotter, dotter till den svenske kungen Valdemar Birgersson. Hon gifte sig 1300 med kung Wencel II av Böhmen, som därigenom kunde efterträda sin svärfar som polsk kung år 1300; han hade varit böhmisk kung sedan 1278.